# 長岩 (奧拉夫王子海岸)
68°27′S 41°31′E / 68.450°S 41.517°E
長岩（英語：Naga-iwa Rock），是南極洲的岩石，位於毛德皇后地的奧拉夫王子海岸，處於光明角以東3.7公里，根據日本探險隊的測量和拍攝的空中照片繪入地圖，現時由南極條約體系管理。